# Odie
Odie – fikcyjny pies występujący w komiksach Jima Davisa z serii Garfield. Pojawił się również w serialu Garfield i przyjaciele, Garfield Show, dwóch filmach pełnometrażowych i dwóch filmach CGI.

## Opis postaci
Odie pierwszy raz pojawił się 8 sierpnia 1978. Początkowo nie był psem Jona Arbuckle, ale jego przyjaciela Lymana. Zadomowił się jednak w domu Jona na tyle, że został w nim na stałe mimo niezadowolenia Garfielda. Jim Davis nigdy nie wytłumaczył, co stało się z Lymanem, który więcej się nie pojawił. Początkowo Odie miał czarne uszy, jednak jego wygląd z biegiem lat zmieniał się: w październiku 1979 Jim Davis nadał uszom psa kolor brązowy, który pozostał do dzisiaj. Przyczyną tego zabiegu było to, że autor chciał uniknąć mylenia Odiego z innym komiksowym psem rasy beagle – Snoopy'm. Do 2007 Odie wystąpił w około 1400 paskach komiksowych o Garfieldzie. Jim Davis tak przedstawił genezę imienia "Odie":

Ludzie często mnie pytają, jak wymyśliłem imiona moich bohaterów. Garfielda ochrzciłem tak po moim dziadku. Jon Arbuckle wziął się ze starej reklamówki kawy. Imię Odie to mój prywatny żart. Wybrałem je, ponieważ kojarzyło mi się z głupotą. Zanim zacząłem rysować Garfielda, dorabiałem sobie jako wolny strzelec w branży reklamowej, i jedną z takich fuch była radiowa reklama pewnego salonu samochodowego. Występował w niej Odie, wioskowy głupek. Spodobało mi się to imię, więc wykorzystałem je ponownie. Po co zmieniać coś, co jest dobre, nawet jeśli jest głupie?

Odie to żółty pies rasy beagle z brązowymi uszami, krótkim ogonem i wielkim językiem. Na boku ma czarną, okrągłą łatkę. Wiecznie śliniący się zadowolony z życia, mało inteligentny i naiwny, jest jedną z głównych ofiar kawałów Garfielda. Odie jest jedynym zwierzęciem w całym komiksie, które nie potrafi mówić (wyjątkiem są paski z 15 czerwca 1980, 3 marca 1989 oraz 10 lipca 2005), ale rozumie ludzką mowę. W historyjce z dnia 27 kwietnia 1989 roku Odie pod nieobecność Garfielda i Jona słuchał w telewizji muzyki Wolfganga Amadeusa Mozarta i czytał Wojnę i pokój Lwa Tołstoja. Jim Davis scharakteryzował postać Odiego słowami: Odie to bardzo wdzięczna postać. Jest taki energiczny i elastyczny. Stanowi wspaniałe tło dla Garfielda – to jego worek treningowy z językiem.